# Dharani
Dharani (tamil. தாரணி, transliteracja dhāraṇī – dosł. „podtrzymująca”, „brzemienna” [w magiczną moc], zawsze w rodzaju żeńskim) – w buddyzmie i hinduizmie rodzaj duchowego wersetu lub długiej mantry.
Jest to pewnego rodzaju dłuższe wyrażenie, które powtarza się, najczęściej śpiewa przy stałych okazjach (ceremoniach itp.), w czasie kłopotów itd. w celu podtrzymania swej gorliwości, wiary, rozwiązania problemu, uspokojenia itd. Pełniły więc dla większości rolę talizmanu chroniącego od chorób, nieszczęść, demonów itp.
Właściwe zastosowanie miały dharani wśród ludzi medytujących, ascetów i joginów, dla których były to podpory medytacji sprzyjające lepszej koncentracji, a więc pełniły rolę narzędzia koncentracji.
Dharani mają charakter mowy tajemnej czy inicjacyjnej i dla profanów są w ogóle niezrozumiałe, gdyż ich język nie należy do języków racjonalnych, służących porozumieniu, komunikacji. Swój sens odkrywają one dopiero wtedy, kiedy zostają przyswojone, przetrawione, obudzone przez rozwój duchowy praktykującego.
Na początku dharani i w środku znajduje się zwykle mantra, kończy – mahatmja (skt. māhātmya), czyli cel dharani, tzn. to, co czyni ją skuteczną.

## Buddyzm
Po raz pierwszy ze słowem dharani spotykamy się w Lalativistara sūtra i Saddharmapundarīka sūtra. Karunāpundarika sūtra w swoim drugim rozdziale zawiera cały zestaw takich formuł wyliczanych jako podstawy zaufania, wiary (skt adhimuktipadam) w zdobywaniu różnych uzdolnień wymaganych od bodhisattwy (np. 4 magicznych mocy [[[siddhi]]] itd.).
Ze względu na magiczną moc dharani, ich symbolikę i budowę szczegółowo opracowywały różne szkoły tantryczne. Dlatego też ostatnią fazę rozwoju buddyzmu indyjskiego nazywa się mantrajaną (transliteracja mantrayāna).
W sutrze Buddy Medycyny znajduje się dharani, której zadaniem miało być uzdrowienie ludzi chorych na żółtaczkę. Wypowiedziana została przez buddę, któremu z kępki włosów na czole zabłysło światło, a z ust popłynęła dharani:
| Namo bhawata bhaiszadżjaguru-wajduria prabha-radżaja tathagataja arhate samjak samuddaja tadjatha. Om bhanadżija-samudgata swahu. | Najwyższą cześć mistrzowi uzdrowienia oddaję. Królowi lapis lazuli, Temu, który tak przyszedł, Oświeconemu arhatowi. Niech będzie pozdrowiona najwyższa zdolność uzdrawiania. |